# Cryptocephalus pushtunicus
Cryptocephalus pushtunicus es una especie de insecto coleóptero de la familia Chrysomelidae.
Fue descrita científicamente en 1981 por Lopatin.